# Gernicourt
Gernicourt is een plaats en voormalige gemeente in het Franse departement Marne in de regio Grand Est.

## Geschiedenis
Gernicourt maakte was tot 1 januari 2017 een zelfstandige gemeente in het arrondissement Laon in het departement Aisne in de regio Hauts-de-France. Op die dag ging te gemeente op in de aangrenzende gemeente Cormicy en werd daarbij overgeheveld naar het arrondissement Reims, het departement Marne en de regio Grand Est.

## Geografie
De oppervlakte van Gernicourt bedraagt 7,4 km², de bevolkingsdichtheid is dus 7,7 inwoners per km².
De onderstaande kaart toont de ligging van Gernicourt met de belangrijkste infrastructuur en aangrenzende gemeenten.

## Demografie
Onderstaande figuur toont het verloop van het inwonertal (bron: INSEE-tellingen).
Vanwege een beveiligingsprobleem met de MediaWiki Graph-software is het momenteel niet mogelijk deze grafiek weer te geven. Zodra de software is bijgewerkt zal de grafiek vanzelf weer zichtbaar worden.